# Jocelyn Wildenstein
Jocelyn Wildenstein (nacida como Jocelyne Périsset; Lausana, 8 de mayo de 1940 - París, 31 de diciembre de 2024) conocida como la «mujer gato» o la «mujer felina», fue una celebridad suiza, conocida por sus cirugías estéticas y las modificaciones corporales. Estuvo casada con el multimillonario francés Alec N. Wildenstein hasta 1999. 
Según varias publicaciones, Jocelyn Wildenstein se ha gastado cerca de cuatro millones de dólares en cirugías estéticas y reconstructivas.

## Primeros años
Jocelyne Périsset nació en Lausana, Suiza; su padre trabajaba en una tienda de artículos deportivos. Ella comenzó a salir con Ciryl Piguet, un productor de cine suizo, a los 17 años de edad. Después vivió en París, con el cineasta francés Sergio Gobbi. Creció en una familia de clase media en Suiza. Allí se convirtió en una experta cazadora.

## Cirugías

### Transformaciones corporales
Los primeros contactos de Jocelyne Wildenstein con la cirugía plástica se remontan, según ella, a los inicios de su matrimonio: su marido supuestamente la animó a someterse a una blefaroplastia con él. Luego él mismo habría recurrido a varias liposucciones. Los cirujanos estéticos son habituales en la familia Wildenstein, en particular los médicos neoyorquinos Richard Coburn y Norman Orentreich.
Fue a partir de los años 1980 cuando Jocelyne Wildenstein se dedicó a la reconstrucción plástica de su rostro de manera intensiva y metódica. El Dr. Coburn es el arquitecto. Las acciones y tratamientos realizados se refieren al menos a siete remodelaciones faciales, una reconstrucción completa de la forma de los ojos y diversas inyecciones de colágeno en labios, cuello y mentón. Según estimaciones de la prensa, el coste total de estas operaciones oscila entre dos millones de libras y cuatro millones de dólares, es decir, entre 2'287.000 y 2'830.000 millones de euros.
El resultado obtenido fue, desde la aparición de Jocelyne Wildenstein en público y más aún durante la cobertura mediática de su divorcio, objeto de numerosos artículos de prensa y reportajes televisivos. Refiriéndose al título de una famosa película de terror "La novia de Frankenstein", el New York Post la apodó "La novia de Wildenstein". Otros apodos que se le dieron (Mujer Gato, Dama Gato, La Reina León) debido a su monstruosa apariencia “felina”; Sin embargo, parece que Jocelyne Wildenstein hizo que su rostro fuera menos llamativo en 2010.
El caso de Jocelyne Wildenstein es mencionado regularmente por psiquiatras y especialistas en cirugía plástica como un ejemplo de dismorfofobia (trastorno dismórfico corporal, enfermedad clasificada en el DSM- IV). Este diagnóstico, sin embargo, es objeto de debate.
Jocelyn Wildenstein se ha realizado varias cirugías cosméticas en el rostro. La mayoría de estas cirugías se realizaron con el fin de obtener una apariencia «felina», de acuerdo con su marido. Se cree que ha gastado cerca de cuatro millones de dólares en cirugías cosméticas y reconstructivas, en parte, para agradar a su marido, quien amaba los gatos de gran tamaño.
A pesar de la apariencia inusual, Wildenstein afirma que «se siente hermosa. Ella se mira en el espejo y le encanta lo que ve; consiguió exactamente lo que quería».